# Troglodytes tanneri
El chochín de la Clarión o chivirín de Clarión (Troglodytes tanneri) es una especie de ave paseriforme de la familia Troglodytidae endémica de la isla Clarión, en la costa pacífica mexicana.

## Descripción
Se parece mucho al chochín criollo pero de mayor tamaño y con un pico obstensiblemente más largo, lo que lo asemeja al cucarachero de Carolina.

## Distribución y hábitat
Su hábitat natural son las zonas de matorral menos áridas de la isla de Clarión, con presencia de matas de Ipomoea halierca. También aparece en los edificios de los cuarteles y los jardines de bahía Azufre, pero generalmente evita las costas rocosas y otras zonas expuestas. En los matorrales densos sus territorios son de unos 10 metros de diámetro.

## Comportamiento
A finales de marzo se observa a los machos cantando y amenazando a los intrusos en su territorio. La puesta de los huevos tiene lugar entre mediados de marzo y mediados de abril.
Los huevos son similares a los del chochín criollo, pero más grandes y alargados. Miden aproximadamente 20×14 mm y su coloración es como la del chochín criollo pero con menos manchas, peor más concentradas en los extremos.